# Mezium giganteum
Mezium giganteum is een keversoort uit de familie klopkevers (Ptinidae). De wetenschappelijke naam van de soort werd in 1914 gepubliceerd door Manuel Martínez de la Escalera.